# Zimasa Mabela
Zimasa Petronella Mabela (née en 1976 ou en 1977) est une officière de la marine sud-africaine, devenue la première femme noire nommée commandant d’un navire militaire. Avec le grade de lieutenant commander, elle a pris le commandement du dragueur de mines SAS Umhloti le 26 août 2015, succédant au commander Brian Short. Elle a sous ses ordres un équipage de 54 marins.
La cérémonie de passation de commandement s’est tenue à Armscor Dockyard à Simon's Town, en Afrique du Sud.
Mère de deux enfants, elle a été nommée parmi les «100 Femmes» de la BBC en 2015.
« J’aimerais encourager les autres femmes à avoir assez de courage et à ne pas penser que c’est un monde d’hommes. Tout le monde peut arriver là où je suis. Je pense que d’autres femmes peuvent même faire mieux. »
— Zimasa Mabela, pour Africanews

## Jeunesse
Zimasa Mabela a grandi dans le village de Cacadu (anciennement Lady Frere (en)), situé dans la région centrale de la province du Cap-Oriental. Elle n’a découvert l’océan qu’à l’âge de 18 ans. Elle a rejoint la marine en 1999, sans avoir achevé son baccalauréat ès sciences en éducation, en tant qu'opératrice radio.